# Andrij Nesteruk
Andrij Petrowycz Nesteruk, ukr. Андрій Петрович Нестерук (ur. 1 sierpnia 1978 w Iwano-Frankiwsku) – ukraiński piłkarz, grający na pozycji napastnika, trener piłkarski.

## Kariera piłkarska

### Kariera klubowa
Wychowanek DJuSSz-3 Iwano-Frankiwsk. Pierwszy trener A.S.Łytwynenko. W 1996 rozpoczął karierę piłkarską w miejscowym klubie Prykarpattia Iwano-Frankiwsk. Nie potrafił przebić się do podstawowego składu, dlatego został wypożyczony najpierw do Chutrowyka Tyśmienica, a potem do FK Kałusz. Na początku 1999 wyjechał do Mołdawii, gdzie bronił barw klubów Sheriff Tyraspol, Haiduc-Sporting-USM Hîncești, Constructorul Cioburciu i FC Tiraspol. Latem 2005 powrócił do Ukrainy, gdzie został piłkarzem Tawrii Symferopol. Podczas przerwy zimowej sezonu 2005/06 przeszedł do Stali Ałczewsk. Latem 2006 odszedł do Zakarpattia Użhorod. Podczas przerwy zimowej sezonu 2006/07 był na testach w FK Charków, jednak klub zrezygnował z usług piłkarza. Potem, wyjechał do Kazachstanu, gdzie podpisał kontrakt z Ordabasy Szymkent. W 2008 powrócił do Prykarpattia Iwano-Frankiwsk, ale występował bardzo rzadko. W sierpniu 2011 odszedł do amatorskiego zespołu Tepłowyk Iwano-Frankiwsk.

## Kariera trenerska
Po zakończeniu kariery piłkarskiej rozpoczął karierę szkoleniowca. W latach 2016–2018 prowadził Karpaty Halicz. Od 2 stycznia 2019 pełnił obowiązki głównego trenera FK Kałusz. 24 czerwca 2019 opuścił FK Kałusz.

## Sukcesy i odznaczenia

### Sukcesy klubowe
Sheriff Tyraspol
- mistrz Mołdawii: 2002, 2003, 2004
- wicemistrz Mołdawii: 2000
- zdobywca Pucharu Mołdawii: 2002
- finalista Pucharu Mołdawii: 2004
- zdobywca Superpucharu Mołdawii: 2003, 2004
- zdobywca Pucharu Mistrzów WNP: 2003